# Irene Grazioli
Irene Grazioli est une actrice italienne née le 28 juillet 1961 à Bologne.

## Filmographie
- 1988 : Treno di panna : Tina
- 1989 : Provvisorio quasi d'amore : (segment Sirena)
- 1991 : I Ragazzi del muretto (série TV)
- 1991 : Mediterraneo : Pastorella
- 1991 : Marcellino : La madrina
- 1992 : Verso sud : Teresa
- 1992 : Il Ventre di Maria
- 1993 : Il Gioiello di Arturo : Manila
- 1995 : L'Estate di Bobby Charlton
- 1996 : Tre : Chiara
- 1996 : Festival de Pupi Avati
- 1998 : De plein fouet (Head On) : Bar Band Singer
- 1998 : Le Violon rouge : Anna Bussotti (Cremona)
- 1998 : Lui e lei (feuilleton TV) : Lucrezia